# Amphistomus
Amphistomus là một chi bọ cánh cứng thuộc họ Scarabaeidae.

## Các loài
- Amphistomus accidatus
- Amphistomus alfurorum
- Amphistomus calcaratus
- Amphistomus complanatus
- Amphistomus cunninghamensis
- Amphistomus fasciculatus
- Amphistomus inermis
- Amphistomus kukali
- Amphistomus macphersonensis
- Amphistomus montanus
- Amphistomus monticola
- Amphistomus opacus
- Amphistomus palpebratus
- Amphistomus pectoralis
- Amphistomus primonactus
- Amphistomus pygmaeus
- Amphistomus respiciens
- Amphistomus speculatus
- Amphistomus speculifer
- Amphistomus squalidus
- Amphistomus storeyi
- Amphistomus trispiculatus
- Amphistomus tuberculatus
- Amphistomus tuberosus
- Amphistomus uncinatus